# Compagnia del Cappelletto
La Compagnia del Cappelletto è un'importante Compagnia di Ventura formata prevalentemente da mercenari italiani, attiva nel XIV secolo in Italia.

## Fondazione
La Compagnia del Cappelletto, conosciuta anche come Compagnia Nera, venne fondata nell'agosto del 1362 ad Ossaia, da Niccolò da Montefeltro insieme a Marcolfo dei Rossi e Ugolino dei Sabatini, dei venturieri che erano al servizio del comune di Firenze, dissidenti nei confronti del loro capitano Bonifacio Lupi. Il nome dato alla compagnia trasse origine dall'episodio che accadde in seguito alla presa di Peccioli, in cui i venturieri in segno di protesta verso i fiorentini per il mancato raddoppio delle paghe, posero i loro cappelletti sulla lancia. Caratteristica principale di questa Compagnia di Ventura è che fu la prima ad essere formata da venturieri italiani. La guida della Compagnia venne assunta dal Montefeltro.

## Storia
Alla sua nascita, la Compagnia del Cappelletto capeggiata dal conte di Montefeltro (Niccolò da Montefeltro), ebbe a disposizione 1.000 cavalieri (italiani, borgognoni e tedeschi). Nella compagnia poi affluirono numerosi altri condottieri.
Nel 1363, fu al servizio di Firenze, per la quale guerreggiò contro Pisa e Siena, devastando e depredando tutte le località attraversate. Successivamente la battaglia volse in favore alle milizie senesi, che appoggiate dai pisani, attaccarono a sorpresa la compagnia del Montefeltro con 800 cavalieri comandati da Orso Orsini, arrestando e imprigionando lo stesso capitano e 1.300 dei suoi uomini. Dopo questa sconfitta, la compagnia ne uscì distrutta e dispersa e molti poi furono i fuoriusciti, e quando passò al servizio di Perugia li ritrovò contro.
Nel 1365, la compagnia venne sciolta perché da tempo inattiva e confluì nella Compagnia di San Giorgio, e lottò contro Firenze, Siena e lo Stato della Chiesa.